# Alexandros Alexiou
Alexandros Alexiou (Αλέξης Αλεξίου en grec) est un footballeur grec, né le 8 septembre 1963.

## Biographie
En tant que défenseur, Alexandros Alexiou fut international grec à 10 reprises (1989-1995) pour aucun but marqué.
Il participa à la Coupe du monde de football de 1994, la première pour la Grèce. Il ne joua qu'un seul match sur les trois, en tant que titulaire contre le Nigeria. La Grèce fut éliminée au premier tour.
Il joua dans trois clubs grecs : l'Apollon Kalamarias, l'Olympiakos Le Pirée et le PAOK Salonique. Il remporta tous ses titres avec l'Olympiakos. Avec les deux, il fut finaliste de la Coupe de Grèce en 1992 avec le PAOK Salonique.

## Clubs
- 1983-1986 : Apollon Kalamarias
- 1986-1990 : Olympiakos Le Pirée
- 1990-1997 : PAOK Salonique

## Palmarès
- Championnat de Grèce de football

- - Champion en 1987
  - Vice-champion en 1989
- Supercoupe de Grèce de football
  - Vainqueur en 1987
- Coupe de la Ligue grecque de football
  - Finaliste en 1990
- Coupe de Grèce de football
  - Vainqueur en 1990
  - Finaliste en 1988 et en 1992